# 盧公輔
卢公辅（？—？）人称进士薛，字宰和，广东省南海县联星南房人。清朝及中华民国学者。

## 生平
盧公輔是广东附生，游学日本毕业。清朝宣统二年（1910年），清政府从留学生中考选进士，由学部会考，卢公辅被录为最优等，钦赏格致科进士。
后来，卢公辅曾任广东高等师范学校教员。民国二年（1913年），韶州中学堂奉命更名为“广东省立韶州中学校”，此后从民国三年（1914年）到民国七年（1918年），先后由关翰昭、卢公辅、李钧、王伯楠任校长。1920年，在上海召开了全国教育会联合会第六届年会。此后，广东省教育会决定成立学校系统研究会，讨论改革学制事宜。学校系统研究会的会员除了时任广东省教育会会长汪精卫，副会长金曾澄，以及30位广东省教育会评议员外，其余人员由汪精卫会长聘请，“计经聘任者，有小学校以上校长钟荣光、廖冰筠、袁振瀛、袁苞、江鋈、杨永康、何剑吴、陈其瑗、关恩佐、卢公辅、许维翰、张士杰、刘永乙、苏开瑞、李奉藻等，大学及专门学校毕业曾经研究教育者黄希声、韦愨、李应南、温仲良、林云陔、李应林、程天固、陈伯庄、邓月霞、罗有节等，省市县教育人员陈独秀、吴稚晖、陈宗岳、欧华清、冯文车、胡汉民、朱念慈、邓章兴、廖仲恺、许崇清、程祖彝、刘蓉森、余超、何谦伯等。”后来，卢公辅曾任广州中山大学教授。他还曾任南海县第一任督学局长。
1922年，卢公辅撰述《信文训蒙义学记》，其中提到：“信文学校者，李君兆基手自规划者也，创始于光绪甲辰，迄今十八年矣。”